# Route départementale 500 (Bas-Rhin)
Pour les articles homonymes, voir D500 et Route 500.
 (février 2020).
Si vous disposez d'ouvrages ou d'articles de référence ou si vous connaissez des sites web de qualité traitant du thème abordé ici, merci de compléter l'article en donnant les références utiles à sa vérifiabilité et en les liant à la section « Notes et références ».
La route départementale 500, ou RD 500 est une route du Bas-Rhin qui va de Niedernai, au sud, à Dorlisheim, au nord. Elle relie la D1420, en direction de Saint-Dié-des-Vosges, par le Col ; l'autoroute A352, en direction de Strasbourg et la ville de Dorlisheim à l'autoroute A35, en direction de Colmar, Mulhouse et Bâle ( Suisse). De Rosheim à Obernai, elle longe la D422 (ex-N422).

## Voie express (deNiedernaiàDorlisheim)
- Fin d'autoroute. Début de route à accès réglementée. Début de voie express. Limitation à 90 km/h, sur l'échangeur.
- Début de 2x2 voies. Limitation à 110 km/h.
- 1 D426 (demi-échangeur, depuis et vers Dorlisheim) : Erstein, Niedernai, Obernai, Mont Sainte-Odile, Le Champ du Feu
- 2 D501 : ZI Obernai
- 3 D207 : Bischoffsheim, Krautergersheim
- 4 D35 : Rosheim, Mont Sainte-Odile
- Séparation de la 2x2 voies. Limitation à 90 km/h ; sens Niedernai - Dorlisheim.  Rappel. Limitation à 110 km/h, rappel ; sens Dorlisheim - Niedernai.
- 5.a A352  Échangeur entre D500 et A352 : Strasbourg,  Entzheim
- Limitation à 70 km/h, sens Niedernai - Dorlisheim.  Rappel. Limitation à 110 km/h, rappel ; sens Dorlisheim - Niedernai.
- 5.b D1420 : Saint-Dié-des-Vosges par Col, Mutzig, Schirmeck
- Limitation à 50 km/h ; sens Niedernai - Dorlisheim.  Limitation à 110 km/h, rappel ; sens Dorlisheim - Niedernai.
- Rappel. Limitation à 50 km/h, rappel ; sens Niedernai - Dorlisheim.  Limitation à 110 km/h ; sens Dorlisheim - Niedernai.
- Carrefour giratoire entre D500, D392 et D2422 : 
  - D500 :  Strasbourg,  A35 (Colmar) Saint-Dié-des-Vosges, Schirmeck, Obernai, Mutzig (PL)
  - D392 : Altorf, Duttlenheim, Saverne, Wasselonne, Zones Industrielles de Molsheim
  - D392 : Mutzig (Interdit aux PL), Dorlisheim, Fort de Mutzig
  - D2422 : Molsheim-Centre, Molsheim-Gare
- Fin de la voie express.